# Голосіння за Ігнасьйо Санчесом Мехіасом
Плач за Ігнасіо Санчесом Мехіасом (ісп. Llanto por Ignacio Sánchez Mejías) — поетичний твір іспанського поета Федеріко Гарсіа Лорки, що вийшов 1935 року у видавництві Cruz y Raya (Мадрид) з ілюстраціями Хосе Кабальєро. Це збірка з чотирьох елегій на тему кориди і смерті Ігнасіо Санчеса Мехіаса.

## Історія твору
Лорка склав ці вірші в пам'ять про свого друга, тореадора Ігнасіо Санчеса Мехіаса, який помер від гангрени в серпні 1934 року, що розвинулася з колотої рани, завданої йому на арені для кориди в Мансанаресі биком Гранадцем (Granadino).
Загиблий був помітною постаттю в Андалусії. Спортсмен (крім кориди Ігнасіо грав у поло та був автомобілістом), президент Реал Бетіс у "золоті роки" клубу (1930-1932, у 1931 вони вперше вийшли в фінал Кубка Іспанії, а наступного року — в Прімеру), очільник відділення Товариства Червоного Хреста в рідній Севільї, кіноактор і драматург, разом з коханкою Аргентинітою (знаменитою виконавицею фламенко) вів активне світське життя і був другом багатьох митців «покоління 27 року», познайомившись із більшістю з них на урочистостях з нагоди 300-ліття смерті дона Луїса де Ґонґора-і-Арґоте. Аргентиніта і Лорка в 1931 році записали платівку народних пісень Іспанії. 
Ігнасіо Санчес Мехіас повернувся на арену за декілька тижнів до фатального бою, у віці 43 років. 11 серпня він отримав рану в стегно, що стала фатальною внаслідок гангрени. 13 серпня він помер у лікарні в Мадриді. Твори на вшанування його пам'яті опублікували також Херардо Дієго, Рафаель Альберті, Хорхе Гільєн.
Вперше Лорка прочитав ранню версію віршів 4 листопада 1934 року вдома своєму другові Карлосу Морла Лінчу. Завершений твір з присвятою Аргентиніті прозвучав 12 березня 1935 на сцені Театру Еспаньйол.
Попри те, що Лорка (на відміну від, наприклад, Херардо Дієго) не був палким шанувальником кориди, його Елегії вважаються одним із найвидатніших зразків поезії кориди.
У 1949-1950 французький композитор Моріс Охана створив оркестровий і хоровий твір на вірші Лорки, отримавши дозвіл Аргентиніти.

## Зміст

### Структура і тематика
Записаний александрійським віршем і з нотками солеа (традиційні для фламенко ритми і теми), насичений рефренами твір складається з чотирьох частин: Рана і смерть, Пролита кров, Присутнє тіло, Відсутня душа.
|                                                      | 1. Рана і смерть О сімнадцятій годині. Рівно в п'ять по опівдні. Хлопчик приніс білий саван О сімнадцятій годині. Вапно поховальне готове О сімнадцятій годині. Все інше — смерть, Сама смерть лиш О сімнадцятій годині. (…) Оригінальний текст (ісп.) 1. La cogida y la muerte A las cinco de la tarde. Eran las cinco en punto de la tarde. Un niño trajo la blanca sábana a las cinco de la tarde. Una espuerta de cal ya prevenida a las cinco de la tarde. Lo demás era muerte y sólo muerte a las cinco de la tarde. (…) |
| — Llanto por Ignacio Sánchez Mejías. F. García Lorca | |

Знайомий Лорки Рафаель Мартінес Надаль у 1997 році згадував, як Лорка читав цей вірш: "Він робив це не так, як роблять актори в наш час. Це була не літанія, а вірш, який наростав і наростав дедалі більше. Я пам'ятаю, як Федеріко кричав і навіть стукав кулаками по столах, коли промовляв: "І натовп бив вікна / о п'ятій годині пополудні!" (останні рядки першої частини).
|                                                      | 2. Пролита кров Пролита на арену Кров, що її б не бачити. Місяцеві, що надходить, скажи, Що не хочу бачити Кров Ігнасіо на піску арени. Що не хочу бачити! Місяць відчинений на́встіж. Кінь застиглої хмари. Сірий майдан дрімотний, Обсаджений вербами. (…) Оригінальний текст (ісп.) 2. La sangre derramada ¡Que no quiero verla! Dile a la luna que venga, que no quiero ver la sangre de Ignacio sobre la arena. ¡Que no quiero verla! La luna de par en par. Caballo de nubes quietas, y la plaza gris del sueño con sauces en las barreras. (…) |
| — Llanto por Ignacio Sánchez Mejías. F. García Lorca | |

|                                                      | 3. Присутнє тіло Камінь — лоб, за яким стогонять мрії Без гнучкої води й кипарисів застиглих. Камінь — спина, на якій носять час Із деревами сліз, стрічками й планетами. (…) Оригінальний текст (ісп.) 3. Cuerpo presente La piedra es una frente donde los sueños gimen sin tener agua curva ni cipreses helados. La piedra es una espalda para llevar al tiempo con árboles de lágrimas y cintas y planetas. (…) |
| — Llanto por Ignacio Sánchez Mejías. F. García Lorca | |

За оцінкою Хесуса Аріаса (критика, панк-музиканта, письменника і журналіста з Гранади, 1963-2015) "Плач" Лорки поєднує елементи середньовічної літанії та романсу з авангардом ХХ ст. і є однією з найкращих поем іспанської літератури ({{oq|es|uno de los mejores poemas de la literatura española}}).
|                                                      | 4. Відсутня душа (…) Скільки часу мине, щоби знов народився (якщо це можливо) Андалузець, такої щирої вдачі, такий авантюрний. Я оспівую його елегантність словами, що стогнуть, І згадую сумний бриз, що летить до оливок. Оригінальний текст (ісп.) 4. Alma ausente (…) Tardará mucho tiempo en nacer, si es que nace, un andaluz tan claro, tan rico de aventura. Yo canto su elegancia con palabras que gimen y recuerdo una brisa triste por los olivos. |
| — Llanto por Ignacio Sánchez Mejías. F. García Lorca | |

## Зовнішні посилання
- Всесвіт Лорки | Веб-сайт, присвячений життю та творчості Федеріко Гарсіа Лорки та його стосункам із Гранадою. (Дипутація Гренади)
- Гомес С. Іглесіас, Рафаель (1979 [2021]), « Рукопис з автографом «Llanto por Ignacio Sánchez Mejías» Федеріко Гарсіа Лорки ». Цифрове видання з Бюлетеня бібліотеки Менендеса Пелайо, рік 55, (січень-грудень 1979), стор. 207-230. Аліканте, віртуальна бібліотека Мігеля де Сервантеса, 2021.
- Гарсіа Лорка, Федеріко (1940). Циганський романс. Вірш канте хондо. Плач за Ігнасіо Санчесом Мехіасом . Мексика DF :Пакс. 160 стор. Факсимільне видання в Іспанській цифровій бібліотеці.